# Tasma Walton

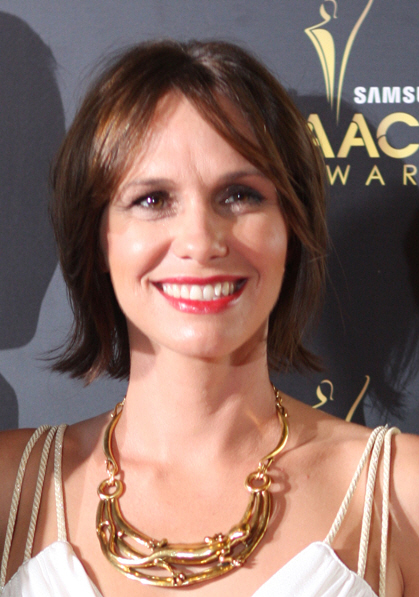
Tasma Walton

Tasma Walton, född 19 augusti 1973 i Geraldton, är en australisk skådespelare. 
Waltons första TV-roll var år 1995 som Rachel Watson i såpoperan Home and Away. År 2013 återvände hon till serien då hon fick rollen som läraren Jade Montgomery. Samma år spelade hon Mary i filmen Mystery Road.